# ایرام کابررا
ایرام کابررا (انگلیسی: Airam Cabrera؛ زادهٔ ۲۱ اکتبر ۱۹۸۷) بازیکن فوتبال اهل اسپانیا است.
از باشگاه‌هایی که در آن بازی کرده‌است می‌توان به باشگاه فوتبال کوردوبا، باشگاه فوتبال لوگو، باشگاه فوتبال کادیس، و باشگاه فوتبال نومانسیا اشاره کرد.